# Englerina ochroleuca
Englerina ochroleuca là một loài thực vật có hoa trong họ Loranthaceae. Loài này được (Engl. & K.Krause) Balle mô tả khoa học đầu tiên năm 1982.